# Bauhinia cinnamomea
Bauhinia cinnamomea är en ärtväxtart som beskrevs av Dc. Bauhinia cinnamomea ingår i släktet Bauhinia och familjen ärtväxter. Inga underarter finns listade i Catalogue of Life.